# Ernst Ulffers
Ernst Ulffers, född den 11 september 1837 i Koblenz, Rhenprovinsen, Preussen, död den 3 oktober 1919 i Billesholm, Skåne, var en tyskfödd svensk ingenjör.
Ulffers genomgick bergsskolan i Clausthal och ägnade sig åt kolbrytning. Han flyttade till Sverige 1860 och utsågs till gruvingenjör vid Höganäs stenkolsverk 1861, sedan han året förut där upprättat en fullständig karta med nivåkurvor över gruvan. Svensk undersåte blev han 1886. I Höganäs utvecklade Ulffers ett framgångsrikt arbete och anlade där de första fullt tidsenliga gruvschakten i Skåne samt ordnade och ledde kolbrytningen enligt nyaste metoder. Schakten Prins Karl, Oskar II, Jonas Alströmer och Prins Gustaf Adolf var hans verk. Vid Höganäsverkets hundraårsjubileum 1897 erhöll Ulffers avsked med pension och bosatte sig i Helsingborg, men som konsulterande ingenjör togs han fortfarande ofta i anspråk.